# مجزرة قونية 2021
تشير مجزرة قونية إلى جريمة وقعت في 30 يوليو 2021 قُتل فيها سبعة أفراد من عائلة كردية في منطقة ميرام بمحافظة قونية في تركيا. وبعد ذلك أضرمت النيران في المنزل الذي كانت تعيش فيه الأسرة.

## الخلفية
انتقلت العائلة إلى قونية من قارص وعاشت منذ أربعة وعشرين عامًا في ميرام بمحافظة قونية. تعرضت الأسرة من قبل للتهديد والهجوم أمام منزلها في مايو 2021. في هجوم مايو، احتاج العديد من أفراد الأسرة إلى مساعدة طبية، وأصيب رجل بجرح في رأسه تطلب عشرين غرزة، وطعن فرد آخر من الأسرة، وكسرت ذراع امرأة. وبحسب مقابلة أجراها أفراد من العائلة مع دوفار، فإن المهاجمين كانوا مقربين من حزب الحركة القومية اليميني المتطرف الذين هددوا بعدم السماح للأكراد بالعيش في الحي. ألقي القبض على عدة أشخاص في أعقاب الهجوم، لكن القاضي أمر بالإفراج عنهم.

## المجزرة
في 30 يوليو 2021، دخل رجل إلى مبنى ممتلكات عائلة Dedeoğulları، ثم تحدث إليهم قبل أن يطلق عليهم النار لاحقًا. تُظهر المراقبة بالفيديو القاتل وهو يحاول إشعال النار في المنزل، ثم يركب سيارته ويقودها بعيدًا بعد ذلك. كان أربعة من الضحايا من النساء وثلاثة رجال.

## التحقيق
تركز التحقيق على القاتل محمد ألتون، الذي تم القبض عليه في 4 أغسطس 2021. وفي اليوم نفسه، تم اعتقال عشرة من الأربعة عشر فردًا المعتقلين من عائلة ألتونس. تم الإفراج عن أربعة آخرين لكن مُنعوا من السفر إلى الخارج. وبحسب بيانت فقد اعترف محمد ألتون بقتل أفراد الأسرة. كما اعترف بمحاولة إشعال النار من أجل محو تسجيلات الكاميرا الأمنية.

## ردود الأفعال
هناك تصور مختلف لجرائم القتل. بينما تقول الحكومة التركية إنه لم يكن هناك أي تمييز عنصري، يتحدث السياسيون المؤيدون للأكراد وكذلك وسائل الإعلام الكردية عن هجوم عنصري. نفى وزير الداخلية التركي سليمان صويلو ومسؤولون أتراك آخرون وجود دافع عرقي وراء جرائم القتل وألقى اللوم في ذلك على عداء دام عقدًا بين عائلتين. وقال أن مثل هذا الاتهام «استفزاز لوحدة البلاد». اتهم ميثات سنكار من حزب حزب الشعوب الديمقراطي الموالي للأكراد الحكومة بقيادة حزب حزب العدالة والتنمية بتهيئة البيئة لمثل هذه الهجمات العنصرية.
لقد تم اتهام صحفي غطى المجزرة بكتابة «قصة مؤيدة للإرهاب» من قبل صحيفة في قونية. أدان تحالف النساء في الصحافة استهداف الصحفي من قبل الصحيفة، مشيرًا أيضًا إلى أنها وسيلة إعلامية موالية للحكومة.